# Die Kaisermacher
Die Kaisermacher war der Titel einer Ausstellung zur Geschichte der Kaiserkrönungen in Frankfurt am Main. Sie fand vom 30. September 2006 bis zum 14. Januar 2007 statt und wurde von vier Frankfurter Museen zur Erinnerung an das 650-Jahr-Jubiläum der Goldenen Bulle und den 200. Jahrestag der Auflösung des Heiligen Römischen Reiches  organisiert:
- 1356 entstand die Goldene Bulle, von der ein Exemplar, das sogenannte Reichsexemplar, im Frankfurter Institut für Stadtgeschichte verwahrt wird,
- 1806 endete das Heilige Römische Reich mit der Niederlegung der Reichskrone durch Kaiser Franz II.

## Ausstellungsprogramm
An der Ausstellung mit rund 900 Exponaten und einem umfangreichen Begleitprogramm wirkten folgende Museen mit:
- Das Institut für Stadtgeschichte stellte das Reichsexemplar der Goldenen Bulle in den Mittelpunkt seiner Beiträge und informierte im Kreuzgang des Karmeliterklosters über die Verfassungsgeschichte vom Mittelalter bis heute. Erstmals seit langem wurde das Frankfurter Exemplar der Goldenen Bulle wieder öffentlich gezeigt.
- Das Historische Museum stellte die Wahl- und Krönungszeremonien der römisch-deutschen Könige und Kaiser dar, die bis 1792 in Frankfurt am Main stattfanden.
- Das Dommuseum im Frankfurter Dom zeigte besonders die liturgischen Rituale um Wahl und Krönung.
- Das Museum Judengasse ging auf die besondere Stellung der Frankfurter Juden als kaiserliche Kammerknechte und die schwierige Beziehung zwischen Kaiser, jüdischer Gemeinde und städtischer Bürgerschaft ein.

Zum Begleitprogramm gehörten öffentliche Führungen an die Schauplätze von Wahl und Krönung in der Frankfurter Altstadt, Vorträge und Konzerte sowie ein spezielles Programm für Kinder und Jugendliche. An jedem der 19 ausgewählten Schauplätze wies eine rote Ausstellungssäule Passanten auf die historische Bedeutung des Ortes hin. Der Rundgang zu allen Plätzen war durch rote Punkte auf dem Pflaster markiert.
Die Kosten der Ausstellung betrugen 2,7 Millionen Euro. Mit fast 100.000 Besuchern übertraf der Erfolg die Erwartungen der Organisatoren.
Im März 2007 zeichnete der Art Directors Club für Deutschland (ADC) das Frankfurter Atelier Markgraph bei den ADC Awards in Berlin für die gelungene Gestaltung der Ausstellung Die Kaisermacher aus. Der ADC kürt alljährlich die besten deutschen Kreativarbeiten.
Eine ähnliche Geschichtsschau anlässlich des Jubiläumsjahrs 2006 zeigten auch das Deutsche Historische Museum in Berlin und das Kulturhistorische Museum in Magdeburg mit der Ausstellung Heiliges Römisches Reich Deutscher Nation.

## Veröffentlichungen
- Die Kaisermacher – Katalogband. Frankfurt am Main und die Goldene Bulle 1356–1806. Societäts-Verlag, Frankfurt am Main 2006, ISBN 3-7973-1011-0
- Die Kaisermacher – Aufsatzband. Frankfurt am Main und die Goldene Bulle 1356–1806. Societäts-Verlag, Frankfurt am Main 2006, ISBN 3-7973-1012-9
- Wie man einen Kaiser macht. Kinderkatalog des Kindermuseums Frankfurt im Rahmen der Reihe Frankfurter Geschichte für Kinder